# Dolophrades annulicornis
Dolophrades annulicornis là một loài bọ cánh cứng trong họ Cerambycidae.